# Hassan Ngeze
Hassan Ngeze, né le 25 décembre 1957, est un journaliste rwandais et un criminel de guerre, principalement connu pour sa diffusion de propagande anti-Tutsi et suprémaciste Hutu dans le journal Kangura, qu'il a fondé en 1990. Ngeze est l'un des fondateurs et dirigeants de la Coalition pour la défense de la République (CDR), parti politique de tendance Hutu Power qui a contribué à l'incitation au génocide,.
Ngeze est connu pour sa publication des Dix commandements du Hutu dans l'édition de Kangura en décembre 1990, élément clé de la propagation de l'idéologie suprémaciste hutu qui a conduit au génocide des Tutsi au Rwanda. Pendant le génocide, Ngeze a joué le rôle d'organisateur pour les milices impuzamugambi et il aurait personnellement supervisé et perpétré des tortures, des viols massifs et des assassinats contre des Tutsi.

## Biographie

### Premières années
Ngeze est né dans la commune de Rubavu (préfecture de Gisenyi) au Rwanda. Il est Hutu et musulman. En 1978, il aurait exercé comme journaliste et gagné sa vie comme conducteur de bus. En 1990, il ne possède aucune formation ni aucune expérience en journalisme.

### Kangura, les dix commandements du Hutu et RTLM
Ngeze devient rédacteur en chef du magazine bimensuel Kangura qui, à l'origine, avait pour vocation de contrebalancer Kanguka, un journal anti-gouvernement populaire. Kangura est financé par des membres clés du parti Mouvement révolutionnaire national pour le développement qui soutient le dictateur Juvénal Habyarimana. Ngeze et son magazine travaillent de concert avec les Akazu, le réseau des personnalités officielles autour du président et de son épouse. Ce réseau comporte des partisans du Hutu Power ainsi que des architectes du génocide.
En décembre 1990, Ngeze publie dans Kangura « Les Dix commandements du Hutu » (aussi appelé Dix commandements Bahutu), qui contient des commentaires dénigrants envers les Tutsi en général et les femmes tutsies en particulier. À travers ces « dix commandements », Ngeze reprend, révise et rétablit la thèse colonialiste hamite raciste selon laquelle les Tutsi seraient une « race hamitique » supérieure aux autres populations sub-saharienne, en raison de leurs traits de visage ; autrement dit, cette thèse xénophobe voulait que les Tutsi soient des envahisseurs étrangers à la majorité Hutu. Ngeze fait de même avec la rhétorique de la révolution rwandaise pour promouvoir une doctrine de « pureté Hutu ». Les « dix commandements du Hutu » ont joué un rôle essentiel dans l'inspiration et la communication d'un sentiment anti-Tutsi dans la population.
En 1993, Ngeze devient actionnaire et correspondant de la nouvelle Radio télévision libre des Mille Collines (RTLM), équivalent radiophonique de Kangura. Ngeze est interviewé environ 8 fois sur RTLM.
Hassan Ngeze a écrit deux articles dans Kangura où il prédisait l'assassinat du président en mars 1994; des nouvelles de "quelque chose d'énorme" devant arriver circulant au sein des services de renseignement, dans la presse et à la RTLM.

### Génocide
Au cours du génocide, Ngeze fournit à la RTLM des noms de personnes à abattre dans sa préfecture ; ces noms sont ensuite diffusés sur les ondes. Ngeze est plusieurs fois interviewé par RTLM et Radio Rwanda entre avril et juin 1994 : son temps de parole lui sert pour appeler à l'extermination de Tutsi, ainsi que des Hutus s'opposant au gouvernement. À la même période, Kangura publie des listes de personnes à abattre par les milices Interahamwe et Impuzamugambi.

### Procès et emprisonnement
En juin 1994, tandis que le pays tombe aux mains du Front patriotique rwandais, Ngeze fuit le pays. Le 18 juillet 1997, il est arrêté à Mombasa, au Kenya avant d'être condamné, en 2003, à l'emprisonnement à perpétuité par le Tribunal pénal international pour le Rwanda. En 2007, la chambre d'appel et le TPIR annulent certaines condamnations mais d'autres sont confirmées et sa peine est commuée en détention pendant 35 ans. Les tribunaux maintiennent les chefs d'accusation de :
- aide et encouragement au génocide dans la préfecture de Gisenyi ;
- incitation directe et publique à commettre le génocide via la publication des articles dans Kangura en 1994 ;
- aide et encouragement à l’extermination constitutive de crime contre l’humanité dans la préfecture de Gisenyi[11].

Le 3 décembre 2008, Ngeze est envoyé au Mali en application de la condamnation.

### Documentation
- « Les "10 commandements" du racisme », L'Humanité,‎ 2 juillet 1994 (lire en ligne).